# Felix Strackx
Felix Strackx (Leuven, 4 februari 1955) is een voormalig Belgisch politicus voor Vlaams Belang.

## Levensloop
Strackx volgde lager onderwijs aan de Vrije Basisschool Ourodenberg in Aarschot en middelbaar onderwijs aan het Sint-Jozefscollege in Aarschot. In 1978 behaalde hij aan de Katholieke Universiteit Leuven het diploma van licentiaat in de tandheelkunde. Vervolgens werd hij zelfstandig tandarts.
Van 1985 tot 2011 was Strackx bestuurslid van de Vlaams Blok/Vlaams Belang-afdeling van de regio Leuven.
In oktober 1994 werd hij voor het Vlaams Blok verkozen tot provincieraadslid van de pas opgerichte provincie Vlaams-Brabant, maar bleef dit slechts enkele maanden aangezien hij bij de eerste rechtstreekse verkiezingen voor het Vlaams Parlement van 21 mei 1995 verkozen werd in de kieskring Leuven. Ook na de volgende Vlaamse verkiezingen van 13 juni 1999, van 13 juni 2004 en van 7 juni 2009 bleef hij Vlaams volksvertegenwoordiger tot mei 2014. Bij de verkiezingen van 25 mei 2014 kwam hij niet meer op. Sinds 1 december 2014 mag hij zich ere-Vlaams volksvertegenwoordiger noemen. Die eretitel werd hem toegekend door het Bureau (dagelijks bestuur) van het Vlaams Parlement. Als Vlaams Parlementslid was Strackx actief in de commissies Welzijn, Gezondheid en Gezin (1995-1999), Welzijn, Gezondheid en Gelijke Kansen (1999-2004), Welzijn, Volksgezondheid en Gezin, vanaf 2009 tevens bevoegd voor Armoedebeleid (2004-2014) en Algemeen Beleid, Financiën en Begroting (2004-2014).
Vanaf de gemeenteraadsverkiezingen van oktober 2006 was hij tevens gemeenteraadslid van Tremelo, waar hij aan de wieg stond van de plaatselijke Vlaams Blok/Vlaams Belang-afdeling. In april 2013 werd bekend dat hij de gemeenteraad zou verlaten. Vervolgens verhuisde hij naar Oostende.
Op de website van het Vlaams Parlement wordt Felix Strackx 3768 keer vermeld in verslagen, tussenkomsten en parlementaire initiatieven, waaronder 32 voorstellen van decreet, 50 voorstellen van resolutie, 133 moties en 104 amendementen.
Gerelateerde onderwerpen: Partijprogramma · 70-puntenplan · Cordon sanitaire · Racismeklacht